# 致命创伤
致命创伤也稱為致命伤，是非常嚴重，直接導致死亡的創傷，創傷多半會指穿透傷或撕裂伤，創傷的原因可能是意外，或是有意造成的傷害（杀人或是自殺），死亡不一定會和致命创伤同時出現，但會在致命创伤之後的不久出現。
相對的，一個小傷口若是受到感染，或是在一些極端不利的情况，也可能造成死亡。極端不利的情况包括傷口的护理不佳、年長者、糖尿病或免疫不良患者、或是受到抗生素耐药病原體的感染。不過除非這個小傷口是不證自明、無可爭議的死因，不然不常將這類的傷口稱為致命创伤。
若要嚴格區分，致命创伤一般只會用在因穿透傷或撕裂伤造成的死亡，若因為中毒造成的死亡，就不會用致命创伤。